# Smash burger

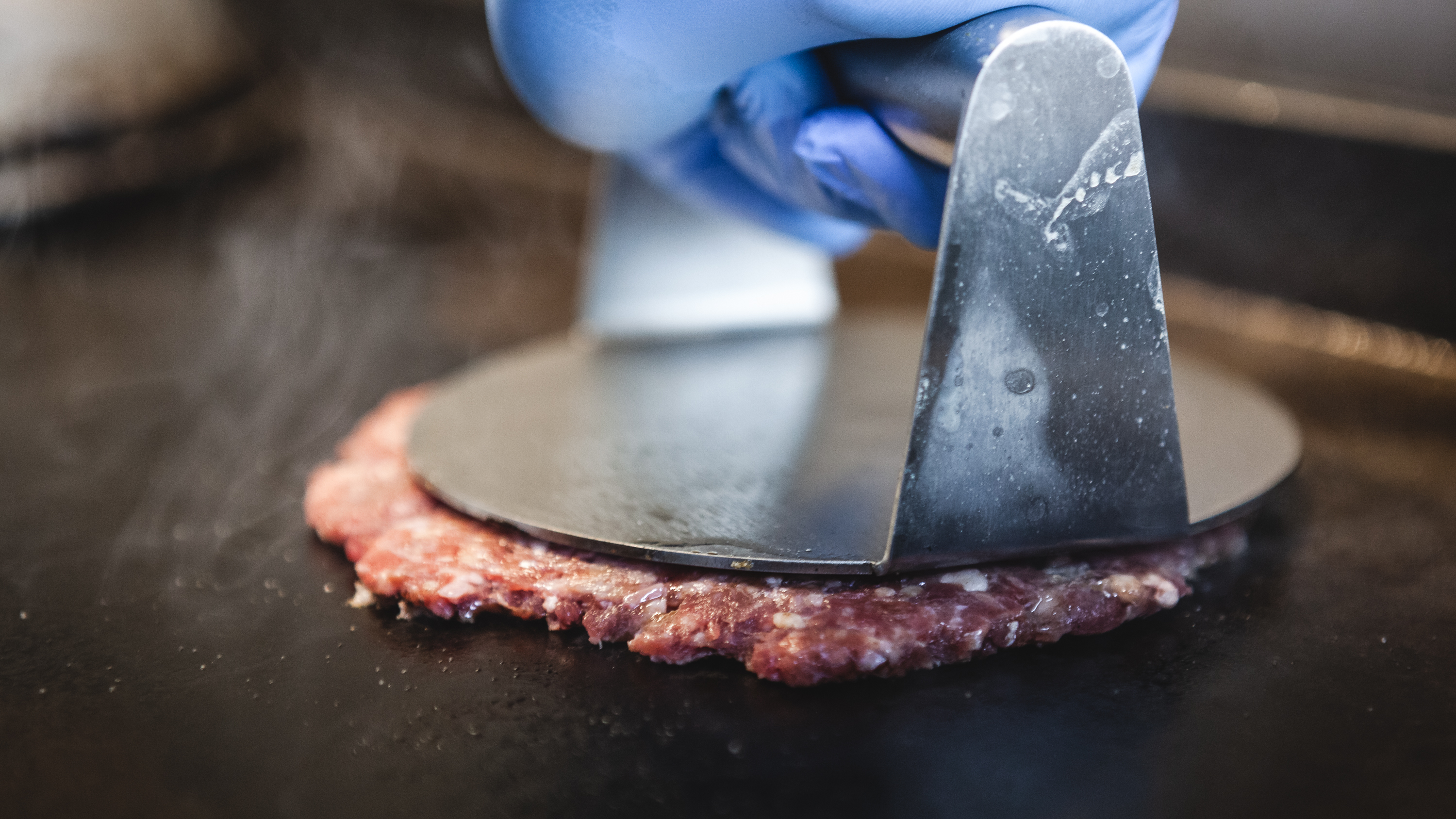
Un hamburger che viene pressato, questo poi gli conferirà il termine "smash" da cui deriva lo smash burger

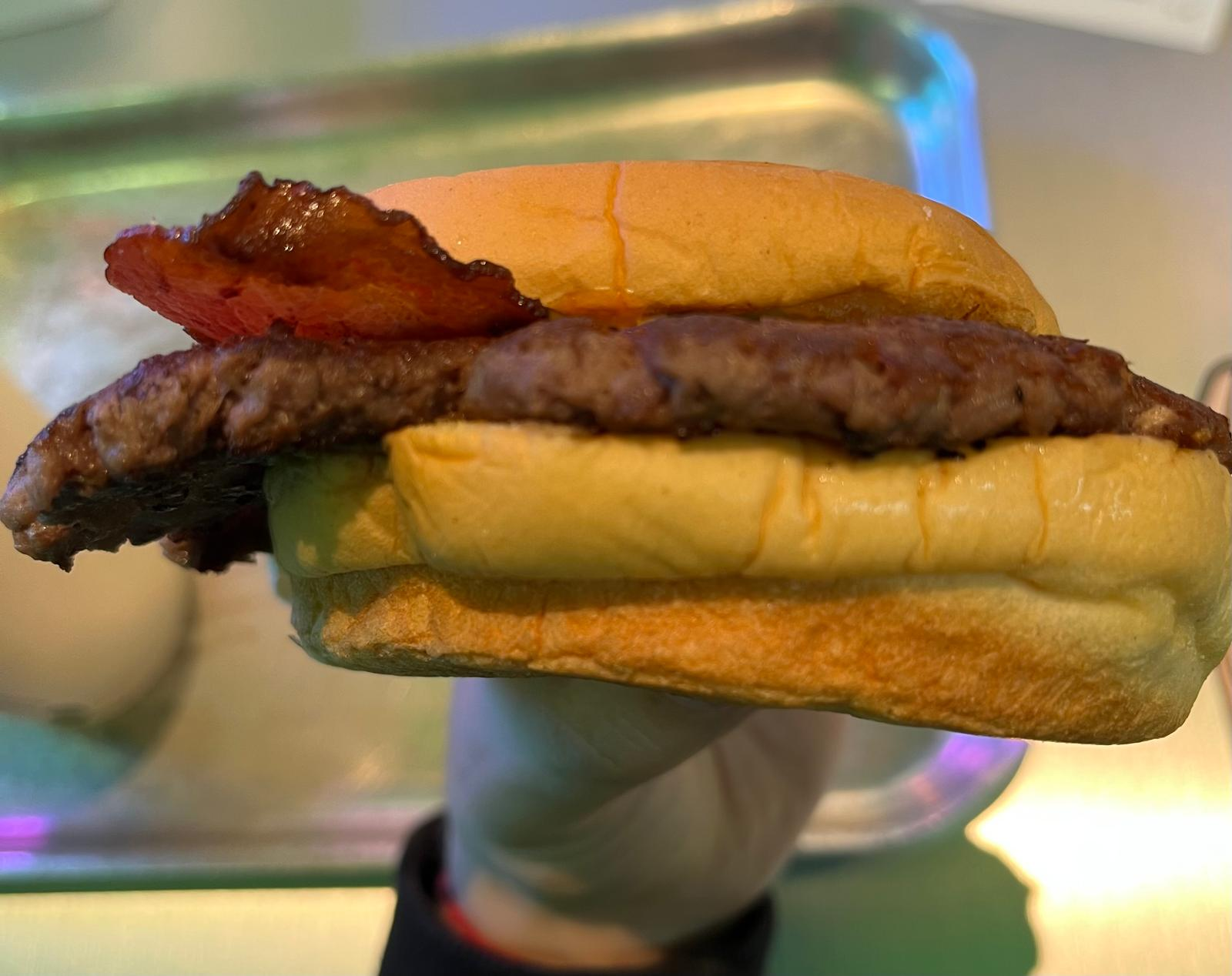
Un panino Smashburger

Lo smash burger è un tipo di hamburger, si ottiene grazie a una polpetta di carne macinata che viene pressata sulla piastra con una spatola, in questo modo la pressione ("smashing" in inglese, cioè "schiacciare") fa espandere la superficie dell'hamburger che riesce ad ottenere, grazie all'effetto provocato dalla reazione di Maillard, un sapore intenso all'esterno. La tecnica conferisce il nome anche al panino.